# Heinrich Eisenach
Heinrich Eisenach (* 6. November 1814 in Kassel (Kurfürstentum Hessen); † 24. Januar 1891 in Rotenburg an der Fulda) war ein hessischer Tier- und Pflanzenkundler. Sein Hauptwerk ist die Flora des Kreises Rotenburg an der Fulda.

## Leben
Heinrich Eisenach war der Sohn des Hoflakaien Paul Eisenach und Friederike, geb. Erle. Nach dem Besuch des Lyceums Friedericianum zu Cassel (1824–1832) studierte er in Marburg Medizin. Nachdem er 1836 das Studium mit einer Promotion abgeschlossen hatte, arbeitete er zunächst als Arzt und Geburtshelfer, später als Kreisphysikus und Sanitätsrat in Rotenburg an der Fulda.
Neben der ärztlichen Tätigkeit widmete er sich der Erforschung der nordhessischen Pflanzen- und Tierwelt. Er trug in eifriger Sammelarbeit eine umfangreiche botanische, zoologische und mineralogische Sammlung zusammen. Die Ergebnisse seiner langjährigen Geländebeobachtungen veröffentlichte er 1883, 1885 und 1887 unter dem Titel „Naturkundliche Mitteilungen aus dem Kreise Rotenburg“ in den Berichten der Wetterauischen Gesellschaft für die gesamte Naturkunde.
Nach seinem Tod vermachte er seine reichhaltige Sammlung, die nicht nur Funde aus Nordhessen, sondern umfangreiche, im Tausch erhaltene Präparate und Belege u. a. aus Amerika enthielt, der Stadt Rotenburg an der Fulda, die es als Dauerleihgabe an das Naturkundemuseum im Ottoneum, Kassel gab. Im Zweiten Weltkrieg wurden Teile der Sammlung zerstört. Bestand hatten vor allem Pilz-, Flechten- und Moosbelege.

## Ehrungen
- 1886 Dr. h. c. der Universität Marburg
- 1886 Roter Adlerorden, III. Klasse des Preußischen Königs

## Publikationen
- 1878: Übersicht der bisher in der Umgebung von Cassel beobachteten Pilze; Cassel.
- 1878: Verzeichnis der in den Jahren 1837–1877 in der Umgegend von Rotenburg beobachteten Vögel. Bericht des Vereins für Naturkunde zu Fulda: 31–38; Fulda.
- 1879: Mitteilung über den Fang eines seltenen Vogels in Rotenburg (16. Oktober 1879), Lestris pomarinus Temmink (Breitschwänzige Pommersche Raubmöve). Bericht XXVI und XXVII des Vereins für Naturkunde zu Cassel: 29–30.
- 1883: Naturkundliche Mitteilungen aus dem Kreise Rotenburg I. Fauna des Kreises Rotenburg an der Fulda. Berichte der Wetterauischen Gesellschaft für die gesamte Naturkunde: 1–104; Hanau.
- 1885: Naturkundliche Mitteilungen aus dem Kreise Rotenburg II. Fauna des Kreises Rotenburg an der Fulda. Berichte der Wetterauischen Gesellschaft für die gesamte Naturkunde: 1–48; Hanau.
- 1886: Ein botanischer Spaziergang auf den Emanuelsberg bei Rotenburg an der Fulda. Festschrift des Vereins für Naturkunde zu Cassel: 84–88.
- 1887: Naturkundliche Mitteilungen aus dem Kreise Rotenburg III. Flora des Kreises Rotenburg an der Fulda. Bericht der Wetterauischen Gesellschaft für die gesamte Naturkunde: 1–169; Hanau.